# 78536 Shrbený
(78536) Shrbený, denumire internațională (78536) Shrbeny, este un asteroid din centura principală de asteroizi.

## Descriere
78536 Shrbený este un asteroid din centura principală de asteroizi. A fost descoperit pe 7 septembrie 2002 la Observatorul din Ondřejov de Petr Pravec și Peter Kušnirák. Asteroidul prezintă o orbită caracterizată de o semiaxă mare de 3,13 ua, o excentricitate de 0,16 și o înclinație de 6,7° în raport cu ecliptica.